# Économie populaire
En économie du développement, l'économie populaire désigne « l'ensemble des activités économiques et des pratiques sociales développées par les groupes populaires en vue de garantir, par l'utilisation de leur propre force de travail et des ressources disponibles, la satisfaction des besoins de base, matériels autant qu'immatériels ».
Le concept d'économie populaire dépasse celui d'économie informelle, ce dernier étant devenu, aux dires mêmes de son créateur, un « terme générique » qui « permet aux universitaires et aux bureaucrates d'intégrer la vie foisonnante des rues de villes exotiques dans leurs modèles abstraits sans avoir à connaître ce que les gens font vraiment ». Plus concrètement, le concept se concentre sur l'"économie de la débrouille", en excluant du champ les activités illégales et criminelles qui étaient incluses dans le concept d'économie informelle.